# مدار ۴۹ درجه (فیلم)
مدار ۴۹ درجه (انگلیسی: 49th Parallel) فیلمی در ژانر درام به کارگردانی مایکل پاول است که در سال ۱۹۴۱ منتشر شد. از بازیگران آن می‌توان به لسلی هاوارد، لارنس الیویه، ریموند مسی و گلینیس جونز اشاره کرد.